# Défense de savoir
Défense de savoir is een Franse film van Nadine Trintignant die werd uitgebracht in 1973.

## Samenvatting
Wanneer Simone wordt aangetroffen naast het lijk van Ravier, haar minnaar, wordt ze van moord beschuldigd. Meester Laubré wordt belast met haar verdediging. Vermits Simone hem geen informatie toespeelt trekt Laubré zelf op onderzoek uit. 
Hij komt te weten dat Ravier de avond voor zijn dood een barman heeft vermoord tijdens een diefstal. Hij ontdekt eveneens dat Ravier een informant was van Cristani, een politicus van rechtse signatuur die kandidaat is voor de nakende verkiezingen. Daarop probeert hij Juliette, de dochter van Cristani, op het spoor te komen.

## Rolverdeling
| Acteur                 | Personage                                  |
| ---------------------- | ------------------------------------------ |
| Jean-Louis Trintignant | meester Jean-Pierre Laubré                 |
| Michel Bouquet         | Cristani                                   |
| Charles Denner         | Ravier                                     |
| Juliet Berto           | Juliette Cristani, de dochter van Cristani |
| Bernadette Lafont      | Simone                                     |
| Claude Piéplu          | Descarne                                   |
| Barbara Laage          | mevrouw Cristani                           |
| Marie Trintignant      | de kleine Marie                            |
| Pierre Santini         | Jean                                       |
| Serge Marquand         | de vriend van Simone                       |
| Carlo De Mejo          | Bruno Cristani, de zoon van Cristani       |